# Zuid-Afrikaanse parlementsverkiezingen 1970
De Zuid-Afrikaanse parlementsverkiezingen van 1970 vonden op 22 april 1970 plaats. Het waren vervroegde verkiezingen door premier John Vorster uitgeschreven naar aanleiding van de afscheiding van enkele "verkramptes" (ultraconservatieven) o.l.v. oud-minister Albert Hertzog van de Nasionale Party.
Ofschoon de regerende Nasionale Party van premier John Vorster de met 111 zetels in Zuid-Afrika en 6 zetels in het mandaatgebied Zuidwest-Afrika (Namibië) veruit de grootste partij bleef, ging de partij toch bijna vier procent, oftewel negen zetels. De ultraconservatieve Herstigte Nasionale Party (HNP) van Albert Hertzog (zoon van de oud-premier James Barry Hertzog), tegenstander van iedere vorm van liberalisatie van het apartheidsregime, kreeg bijna 4 procent van de stemmen, maar dit was onvoldoende voor een zetel. De Verenigde Party van Sir De Villiers Graaff, voorstander van beperkte liberalisatie van het regime, boekte acht zetels winst. Mevr. Helen Suzman, de enige vertegenwoordiger van de meest linkse oppositiepartij, de Progressive Party, werd in haar kiesdistrict Houghton herkozen. Meer zetels zaten er voor de Progressive Party niet in.

## Uitslag

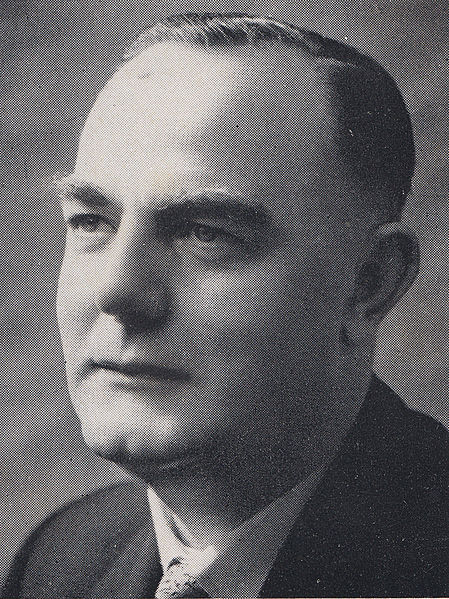
John Vorster

| Partij                    | lijsttrekker           | %     | zetels | verschil |
| ------------------------- | ---------------------- | ----- | ------ | -------- |
| Nasionale Party           | John Vorster           | 54,9% | 117    | -9       |
| Verenigde Party           | Sir De Villiers Graaff | 37,5% | 47     | +8       |
| Herstigte Nasionale Party | Albert Hertzog         | 3,6%  | 0      | -        |
| Progressiewe Party        | Jan Steytler           | 3,5%  | 1      | -        |
| Totaal                    |                        | 99,5% | 165    |          |

N.B.: De uitslagen wijken enigszins af van die de uitslagen die terug te vinden zijn in het Engelstalige artikel 1. Bronnen: 2 en 3[dode link]

## Verwijzing
1. ↑  Winkler Prins Encyclopedische Jaarboek 1970, door: red. Winkler Prins, blz. 401

Parlementsverkiezingen: 1910 · 1915 · 1920 · 1921 · 1924 · 1929 · 1933 · 1938 · 1943 · 1948 · 1953 · 1958 · 1961 · 1966 · 1970 · 1974 · 1977 · 1981 · 1984 · 1987 · 1989 · 1994 · 1999 · 2004 · 2009 · 2014 · 2019 · 2024

Referenda: 1960 · 1983 · 1992